# Allen Caldwell
Allen C. Caldwell (* 1959 in Verdun) ist ein US-amerikanisch-französischer Physiker (experimentelle Teilchenphysik).
Caldwell, dessen Vater Amerikaner und dessen Mutter Französin ist, studierte Physik an der Rice University und der University of Wisconsin, an der er 1987 promovierte. Er war 2002/03 Professor an der Columbia University und leitete  1997 bis 1999 das ZEUS-Experiment am DESY (Hera-Beschleuniger). 1999 bis 2002 war er Direktor der Nevis Laboratories an der Columbia University. 2002 wurde er Direktor am Max-Planck-Institut für Physik in München. Zum Wechsel trug auch bei, dass er mit einer Deutschen verheiratet ist. Am MPI ist er Leiter der Abteilung Experimentelle Teilchenphysik und seit 2012 geschäftsführender Direktor.
Caldwell befasst sich mit Physik von Teilchenbeschleunigern (Kielfeld-Beschleuniger), statistischen Methoden der Datenanalyse, Physik von Quarks und Gluonen (Protonenstruktur), Physik von Neutrinos und Suche nach Axionen als Kandidaten für Dunkle Materie (MADMAX). Er leitet auch seit 2006 die Entwicklung hochreiner Germaniumdetektoren (GeDet) am MPI und das GERDA-Experiment (ab 2004) zum neutrinolosen doppelten Betazerfall.
Er leitet das AWAKE-Experiment am CERN (Sprecher seit 2012) zur Beschleunigung mit Plasmawellen. Außerdem ist er am Belle-II-Experiment beteiligt.
1995 erhielt er einen Humboldt-Forschungspreis. 2000 wurde er Fellow der American Physical Society. Seit 2006 ist er Honorarprofessor an der TU München.
Er hat die US-amerikanische und französische Staatsbürgerschaft.

## Schriften (Auswahl)
- mit E. Adli u. a. (AWAKE Collaboration): Acceleration of electrons in the plasma wakefield of a proton bunch, Nature, Band 561, 2018, S. 363–367
- mit Frederik Beaujean, Olaf Reimann: Is the bump significant? An axion-search example, Eur. Phys. J. C, Band 78, 2018, S. 793
- mit Alexander Merle, Oliver Schulz: Global Bayesian analysis of neutrino mass, Phys. Rev. D, Band 96, 2017, S. 073001
- als Teil der MADMAX Working Group: Dielectric Haloscopes: A New Way to Detect Axion Dark Matter, Phys. Rev. Lett., Band 118, 2017, S. 091801